# William Backhouse Astor
William Backhouse Astor, Sr., född 19 september 1792, död 24 november 1875, var en amerikansk affärsman och medlem av Astordynastin. 
William Backhouse Astor, Sr. var den näst äldste sonen till John Jacob Astor och Sarah Todd Astor. Han föddes i New York, där han gick i allmän skola. När han var sexton började han studera på universitetet i Göttingen i Tyskland. 1815 återvände han till USA och blev affärspartner med sin far, som ändrade sitt företags namn till John Jacob Astor & Son. (Hans bror, John Jacob Astor II var, som en källa på det tidiga 1900-talet uttryckte det, "svagsint", och antogs därför inte klara av att arbeta på firman). Han arbetade där fram till sin fars död. En källa påstod att hans roll i företaget aldrig var mer än "en arbetsam och noggrann sekreterare", trots hans officiella titel som huvudman över firmans största dotterbolag, American Fur Company, som han styrde över de sista åren det ägdes av Astor & Son.
Medan William Backhouses förmögenhet växte i samma takt som hans fars företag, blev han en välbärgad man när han ärvde sin barnlösa farbrors, Henry Astors, dödsbo värt 500 000 dollar. När hans far dog 1848 blev han USA:s rikaste man, den siste av Astor-familjen som var det.
Under det Amerikanska inbördeskriget vann han ett rättsfall mot USA:s regering om att höja inkomstskatten, som bröt mot grundlagen. Hans förvaltning av Astorsläktens egendomar hade stora framgångar när deras värde mångfaldigades, och han lämnade ett arv på 50 000 000 dollar efter sig.
Vid den här tiden skedde den största splittringen i Astorfamiljens förmögenhet; bröderna William Backhouse Astor, Jr. (1830-1892) och John Jacob Astor III (1822-1890) fick var sin halva av faderns arv. John Jacob Astor III:s son, William Waldorf Astor, flyttade till Storbritannien 1893. Hans son, vars delägda egendomar senare togs över av först Waldorf-Astoria Hotel (en familjeegendom) och sedan av Empire State Building, inledde en era med både flamboyant liv och mer filantropisk verksamhet än deras sparsamma fäder och förfäder.
William Backhouse Astor, Sr.:s och hans fru, Margaret Alida Armstrongs (1800-1872) barn:
1. Emily (1819-1841), gifte sig med Samuel Ward Jr. (1814-1884), finansiär, lobbyist, författare.
2. John Jacob Astor III (1822-1890)
3. Laura Eugenia (1824-1902), gifte sig 1844 med Franklin Hughes Delano.
4. Mary Alida (1826-1881), gifte sig med John Carey.
5. William Backhouse, Jr. (1830-1892)
6. Henry (1830-1918)
7. Sarah (1832)